# 莎拉·傑
莎拉·傑（英語：Sara Jay，1977年11月14日—）是一名美國女色情演員，她在成人界工作超過二十年，出演過超過一千多部的色情片。據《每日野獸》報導，傑是2018年網路上搜索次數前幾多的色情影星之一。

## 生平
莎拉·傑出生於俄亥俄州辛辛那提。高中畢業後，她在辛辛纳提大學學習心理學。為了支付她的大學學費，傑開始在酒吧里擔任脫衣舞孃。隨後，她對成人產業產生了興趣，並於2001年進入成人界，當時21歲。不久之後，移居至拉斯维加斯的傑開始參演色情片。2004年中，她建立了自己的官方網站。至今，她已經出演了超過一千部的電影，並執導了八部電影。
傑於2012年（隨安吉麗娜·卡斯楚）及2014年（隨Siri）成為「Team BJ」的一員。2017年，她入選了AVN獎名人堂。
2020年，有Twitter上的網友發現傑的Twitter帳戶正被前美國總統巴拉克·歐巴馬追蹤，引起議論。對此，傑認為歐巴馬會追蹤自己是因為她是個成功的商人：「也許是因為我為我的製作公司Wyde Syde製作、執導、編劇和管理成人人才。」傑也為此CamSoda網站上直播。事隔一天後，歐巴馬取消了對傑的追蹤。

## 圖集

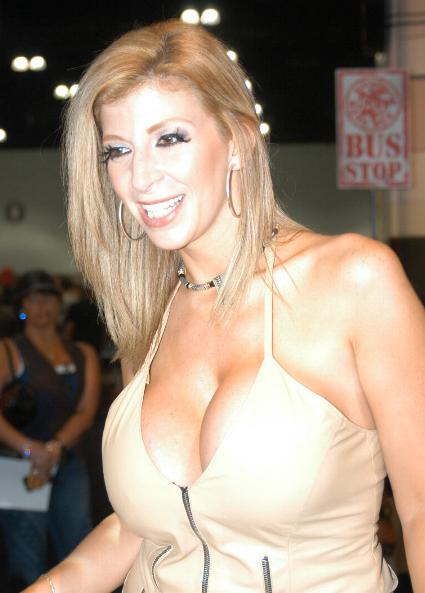
2006年，傑出席洛杉磯色情博覽會
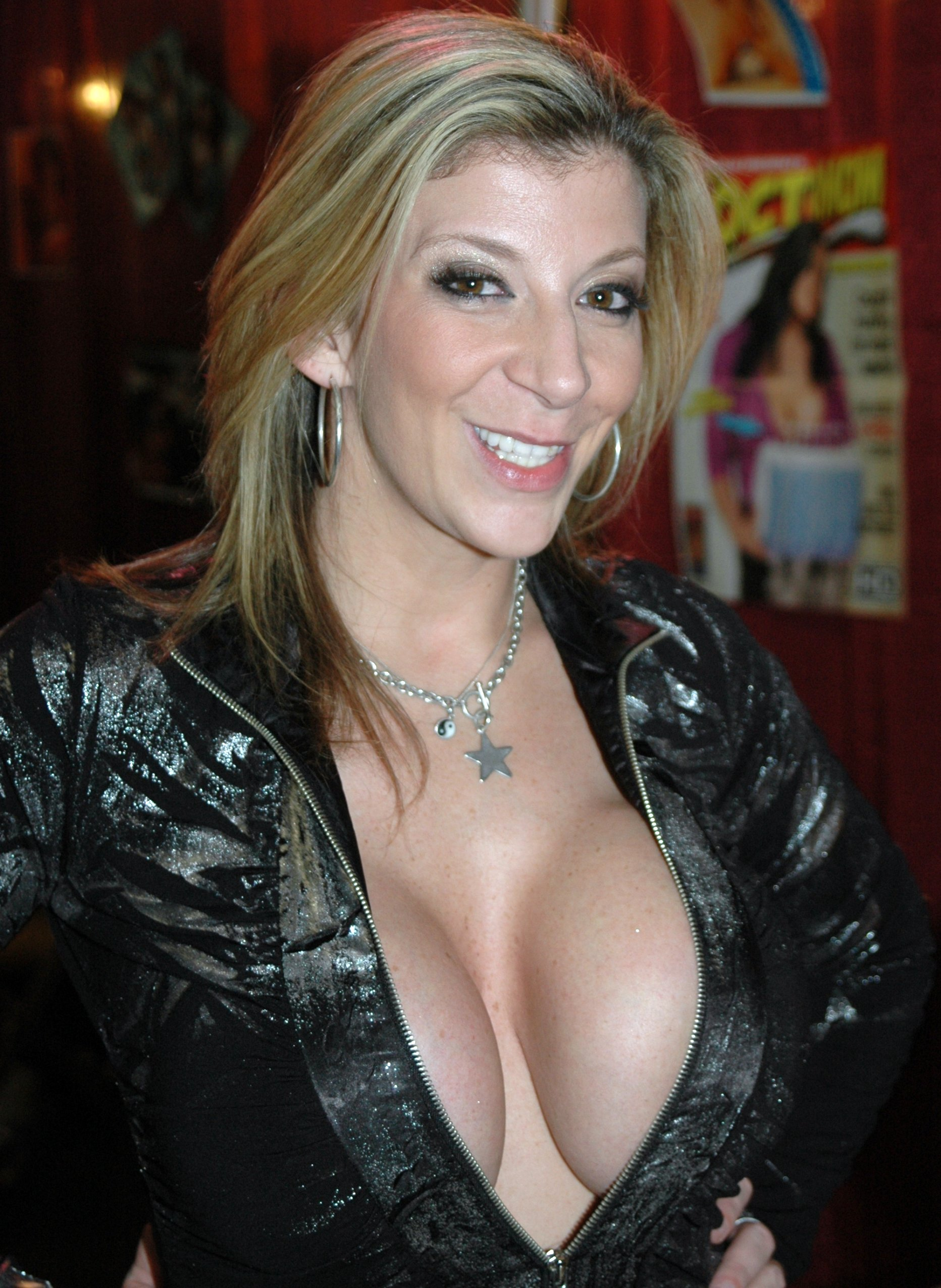
2009年，傑出席異國情趣球博覽會（英语：Exotic Erotic Ball）
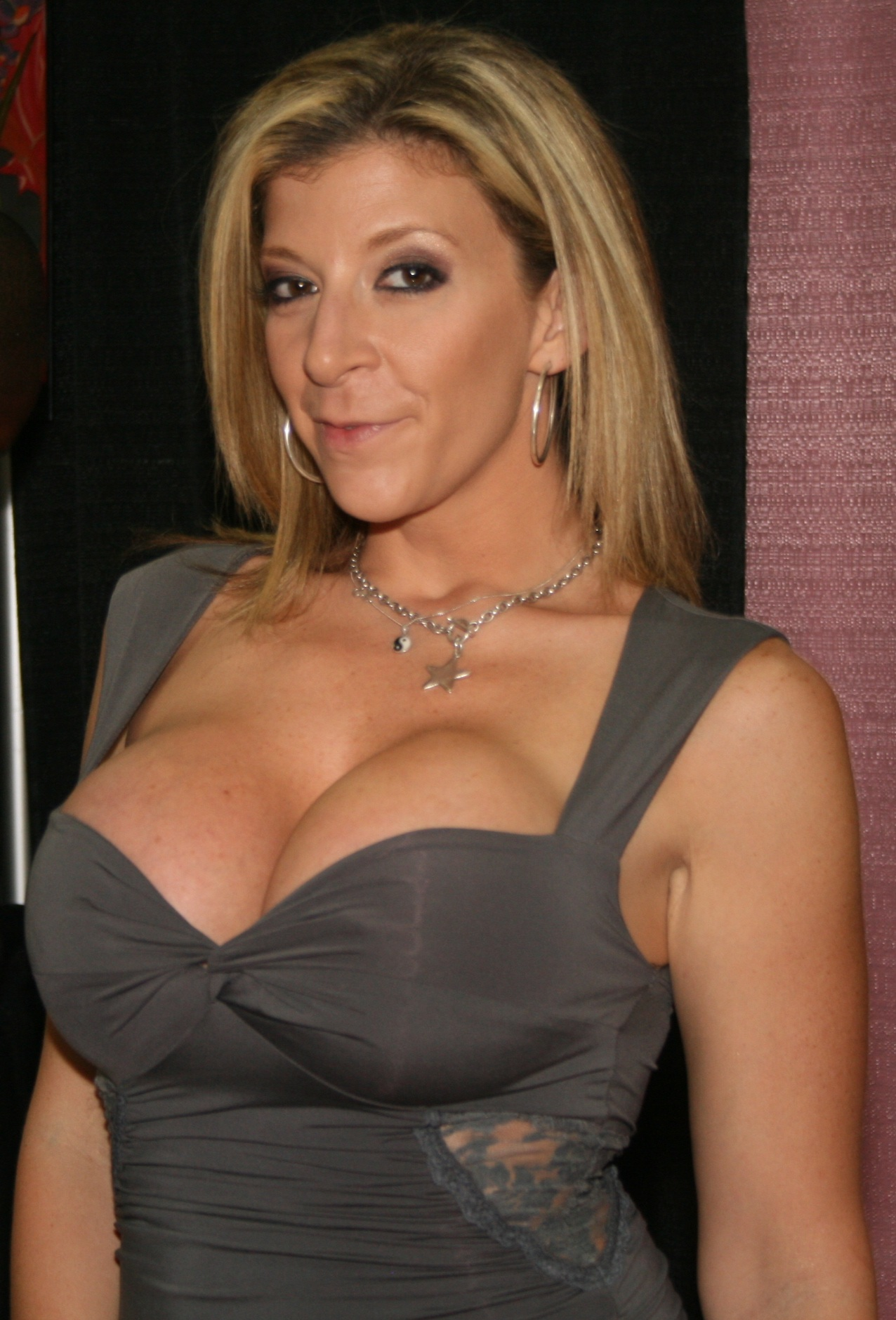
2009年，傑出席Exxxotica Expo（英语：Exxxotica Expo）
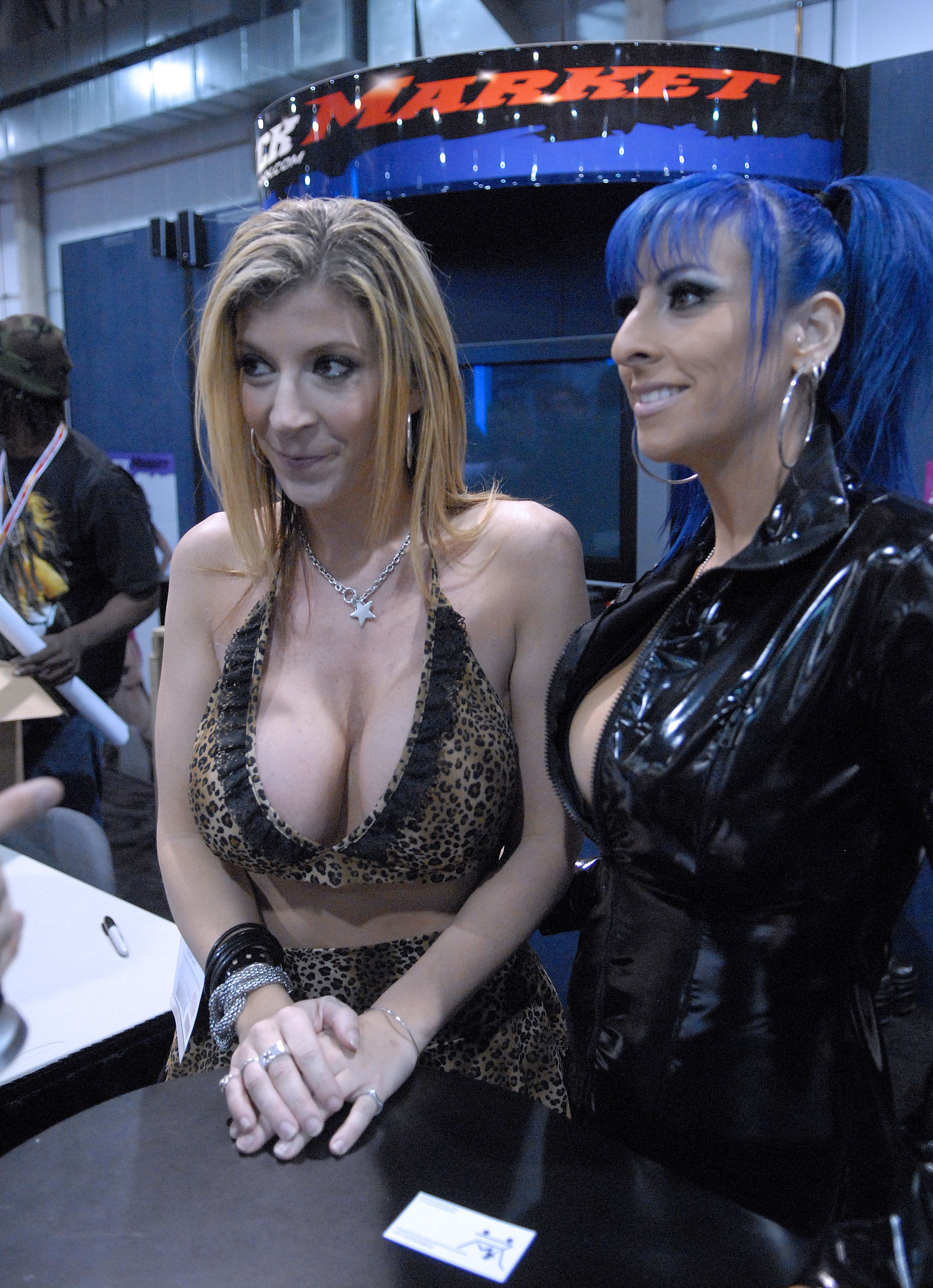
2009年，傑與瑞雯·布萊克（Raven Black）出席AVN成人娛樂博覽會

## 外部連結
- 官方网站
- 莎拉·傑的Instagram帳戶
- 莎拉·傑的X（前Twitter）
- Sara Jay在互联网电影资料库（IMDb）上的資料（英文）
- 莎拉·傑在網際網路成人電影資料庫
- 成人電影資料庫上莎拉·傑的资料（英文）